# Andrzej Bielecki
Andrzej Bielecki, auch André Bielecki,  (* 17. September 1907 in Kraków, Polen; † 1959) war ein polnischer Opernsänger in der Stimmlage Tenor.

## Leben
Andrzej Bielecki studierte zunächst Rechtswissenschaften an der Universität Kraków und legte die Juristische Staatsprüfung ab. Ab 1928 nahm er Gesangsunterricht und war in Kraków Schüler von Bolesław Wallek-Walewski. Er erhielt während der folgenden 10 Jahre eine gründliche Gesangsausbildung. 1938 debütierte er am Opernhaus Kraków in einer kleinen Tenorrolle in der Oper Halka. Weiterführende Gesangsstudien erfolgten bei Kniagin und bei Padre Bernardino Rizzi in Kraków.
Während des Zweiten Weltkriegs studierte er Gesang bei Maestro Pesci in Rom. 1942 wurde er in einem Konzentrationslager bei Isernia interniert. Bei einem Bombenangriff der Alliierten gelang ihm jedoch die Flucht. Er blieb in Italien, da eine Rückkehr in seine Heimat (wohl aufgrund der Kriegsereignisse) nicht möglich war. Er wurde dann sofort nach einem Vorsingen an das Teatro San Carlo in Neapel engagiert; dort debütierte er 1944 als Maler Cavaradossi in Tosca. Im April 1944 trat er den polnischen Exil-Streitkräften bei und gab in dieser Zeit mehrfach Konzerte vor den alliierten Truppen in Italien. 
1946 unternahm er als Liedsänger eine erfolgreiche Gastspielreise durch Großbritannien und Schottland. Anfang der 1950er Jahre folgten Auftritte in europäischen Musikzentren, u. a. in Paris. In der Spielzeit 1951/52 trat er am Gran Teatre del Liceu in Barcelona auf, u. a. in der Titelrolle von Faust und als Fürst Schuiski in Boris Godunow. In der Spielzeit 1956/57 war am Stadttheater Flensburg als festes Ensemblemitglied engagiert.
Bielecki starb 1959. Er ist heutzutage als Sänger nahezu völlig vergessen.

## Tondokumente
1952 sang Bielecki in der mittlerweile legendären Boris Godunow-Studio-Aufnahme neben Boris Christoff (in der Titelrolle) die Rolle des Schuiski. Die Aufnahme wurde bei der EMI veröffentlicht; Dirigent war Issay Dobrowen. Bielecki übernahm in dieser Aufnahme auch die beiden kleinen Rollen des Chruschtschov und des Missail. Boris Godunow blieb seine einzige größere Opernaufnahme. Bieleckis Stimme zeichnet sich in der Aufnahme durch eine „nasale, fast weinerliche“ Tongebung aus. Die Rolle des Schiuski singt er mit „großer Perfidie“; jedoch klingt die Stimme „etwas müde“. Insg. „überzeugt“ Bielecki jedoch als Fürst Schuiski. Die Rolle des Schiuski hatte er vor der Einspielung bereits auch einige Male neben Christoff auf der Bühne gesungen. 
Außerdem machte Bielecki als Tenor-Solist Aufnahmen mit dem Don Kosaken Chor Serge Jaroff. Hier wurde bei der Solistenangabe auf Schallplatten neben seinem richtigen Namen auch auf einigen Aufnahmen das Pseudonym „A. Stanislavitsch“ verwendet.